# 미래신용정보
미래신용정보 주식회사는 대한민국의 채권추심 기업으로, LG의 이전 자회사이다.

## 역사 및 현황
1998년 5월 21일에 LG카드(現. 신한카드)로부터 인적분할되어 설립 후 미래신용정보로 상호를 변경하였다.

### 내용주
1. ↑  2017년 기준